# Nizina Barabińska

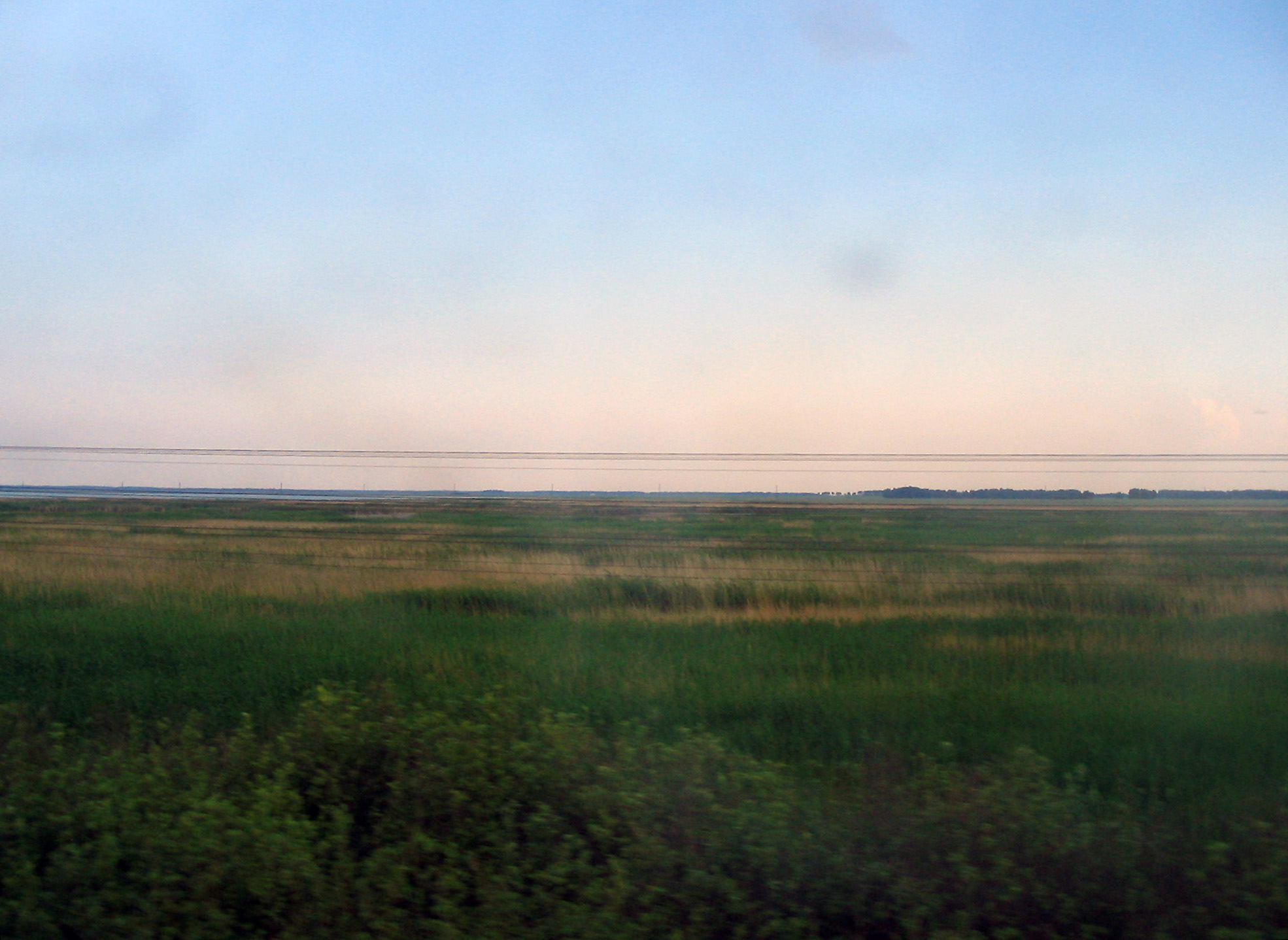
Nizina Barabińska

Nizina Barabińska (ros.: Барабинская низменность, Barabinskaja nizmiennost’; kaz.: Барабы даласы, Baraby dalasy), Step Barabiński (ros.: Барабинская степь, Barabinskaja stiep’) – nizina w Rosji i Kazachstanie, w południowej części Niziny Zachodniosyberyjskiej, pomiędzy rzekami Irtysz i Ob. Zajmuje powierzchnię ok. 117 tys. km². Leży na wysokości 100–150 m n.p.m.; teren lekko pofałdowany. Nizina porośnięta roślinnością stepowo-łąkową i zagajnikami brzozowymi. Występują czarnoziemy, sołońce i szare gleby leśne; w obniżeniach znajdują się słone jeziora, torfowiska i łąki na sołonczakach. Ważny obszar hodowli bydła, zwłaszcza mlecznego. Duże obszary przeznaczone pod uprawę.